# Jezero (cráter)
Jezero (OACI: JZRO) es un cráter de impacto de Marte ubicado en 18°23′N 77°35′E / 18.38, 77.58 en Syrtis Major que en el pasado albergó un lago.

## Características
Situado en el entorno de la zona Nili Fossae, tiene un diámetro aproximado de 49 kilómetros.
Cuenta con dos valles de entrada, con sus desembocaduras ubicadas al oeste y al norte de la cuenca. Igualmente tiene valle de salida situado en la parte oriental del cráter.
Su lecho es rico en sedimentos lacustres arcillosos, convirtiéndolo en un lugar propicio para la búsqueda de biofirmas. Fue escogido para el amartizaje, el 18 de febrero de 2021, del vehículo de exploración Perseverance de la misión Mars 2020. El astromóvil va a estudiar muestras del pasado geológico del planeta y buscar pistas sobre posibles indicios de vida. El lugar exacto de llegada fue nombrado por el equipo de la misión como "Octavia E. Butler" en honor a la escritora de ciencia ficción.

Mapa del cráter Jezero

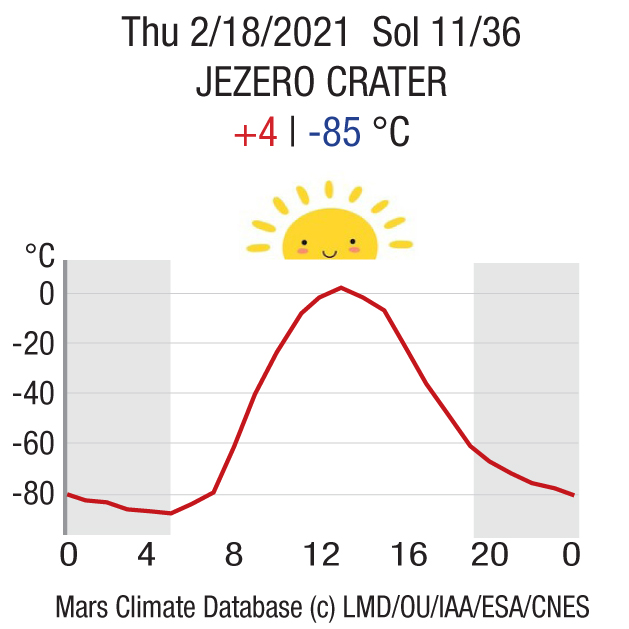
Temperatura en el cráter Jezero

Su nomenclatura alude a una localidad de Bosnia y Herzegovina.